# Kompania graniczna KOP „Dziwniki”
Kompania graniczna KOP „Dziwniki” – pododdział graniczny Korpusu Ochrony Pogranicza pełniący służbę ochronną na granicy polsko-radzieckiej.

## Formowanie i zmiany organizacyjne
Na podstawie rozkazu szefa Sztabu Generalnego L. dz. 12044/O.de B./24 z 27 września 1924, w pierwszym etapie organizacji Korpusu Ochrony Pogranicza sformowano 7 batalion graniczny , a w jego składzie 3 kompanię graniczną KOP. W listopadzie 1936 kompania liczyła 2 oficerów, 10 podoficerów, 6 nadterminowych i 115 żołnierzy służby zasadniczej.
W 1939 3 kompania graniczna KOP „Dziwniki” podlegała dowódcy batalionu KOP „Podświle”.

## Służba graniczna
Podstawową jednostką taktyczną Korpusu Ochrony Pogranicza przeznaczoną do pełnienia służby ochronnej był batalion graniczny. Odcinek batalionu dzielił się na pododcinki kompanii, a te z kolei na pododcinki strażnic, które były „zasadniczymi jednostkami pełniącymi służbę ochronną”, w sile półplutonu. Służba ochronna pełniona była systemem zmiennym, polegającym na stałym patrolowaniu strefy nadgranicznej i tyłowej, wystawianiu posterunków alarmowych, obserwacyjnych i kontrolnych stałych, patrolowaniu i organizowaniu zasadzek w miejscach rozpoznanych jako niebezpieczne, kontrolowaniu dokumentów i zatrzymywaniu osób podejrzanych, a także utrzymywaniu ścisłej łączności między oddziałami i władzami administracyjnymi. Miejscowość, w którym stacjonowała kompania graniczna, posiadała status garnizonu Korpusu Ochrony Pogranicza.
3 kompania graniczna „Dziwniki” w 1934 ochraniała odcinek granicy państwowej szerokości 23 kilometrów 746 metrów. Po stronie sowieckiej granicę ochraniały zastawy „Korowajewo” i „Kublicze” z komendantury „Kublicze” .
Sąsiednie kompanie graniczne:
- 2 kompania graniczna KOP „Polewacze” ⇔ 1 kompania graniczna KOP „Czyste” – 1928[8], 1929[9], 1931[7] , 1932[10]
- 2 kompania graniczna KOP „Prozoroki” ⇔ 1 kompania graniczna KOP „Krzyżówka” – 1934[11], 1938[12]

## Struktura organizacyjna
Strażnice kompanii w latach 1928 – 1929
- strażnica KOP „Cielesze”
- strażnica KOP „Karczemno”
- strażnica KOP „Osinówka”
- strażnica KOP „Jampol”
- strażnica KOP „Grazie”

Strażnice kompanii w latach 1931 – 1934 
- (14)[14] strażnica KOP „Karczemno”[b]
- strażnica KOP „Horodek”[c]
- strażnica KOP „Osinówka”[d]
- strażnica KOP „Jampol”[e]
- strażnica KOP „Grazie”[f]
- strażnica KOP „Kamienny Wóz”[g]

W 1934 strażnicę KOP „Karczemno” przesunięto do Jałówki
Strażnice kompanii przed 1937(nr 2):
- strażnica KOP „Jałówka”
- strażnica KOP „Horodek” (folwark)
- strażnica KOP „Osinówka”
- strażnica KOP „Jampol” (majątek?)

Strażnice kompanii w 1938
- strażnica KOP „Jałówka”
- strażnica KOP „Osinówka”
- strażnica KOP „Kamienny Wóz”

Organizacja kompanii 17 września 1939:
- dowództwo kompanii
- pluton odwodowy
- 1 strażnica KOP „Jałówka”[i]
- 2 strażnica KOP „Osinówka”
- 3 strażnica KOP „Kamienny Wóz”

## Dowódcy kompanii
- kpt. Jan Grankowski (był 30 IX 1928 − 24 III 1931)[19]
- kpt. Marian Barerlein (12 III 1931 − był 31 X 1932)[20]
- por. Franciszek Chmura (6 VII 1933 −)[21]
- kpt. Franciszek Osmakiewicz (– 1939)[22]

## Walki we wrześniu 1939
17 września 1939 strażnice 3 kompanii granicznej „Dziwniki” por. Bronisława Olecha zaatakowane zostały przez jednostki 5 Dywizji Strzeleckiej i 13 oddziału ochrony pogranicza NKWD. Po krótkiej walce uległy przeważającym siłom przeciwnika. Zniszczone zostały strażnice „Osinówka”, „Kamienny Wóz” i „Jałówka”. W obronie strażnicy „Kamienny Wóz” poległ plut. Pełczyński.